# نادية ناكاي
نادية ناكاي (بالإنجليزية: Nadia Nakai)‏ هي رابر جنوب أفريقية، ولدت في 18 مايو 1990.

## وصلات خارجية
- نادية ناكاي على موقع IMDb (الإنجليزية)
- نادية ناكاي على موقع ميوزك برينز (الإنجليزية)
- نادية ناكاي على موقع أول ميوزيك (الإنجليزية)
- نادية ناكاي على موقع ديسكوغز (الإنجليزية)
- نادية ناكاي على موقع قاعدة بيانات الفيلم (الإنجليزية)